# Mylonit

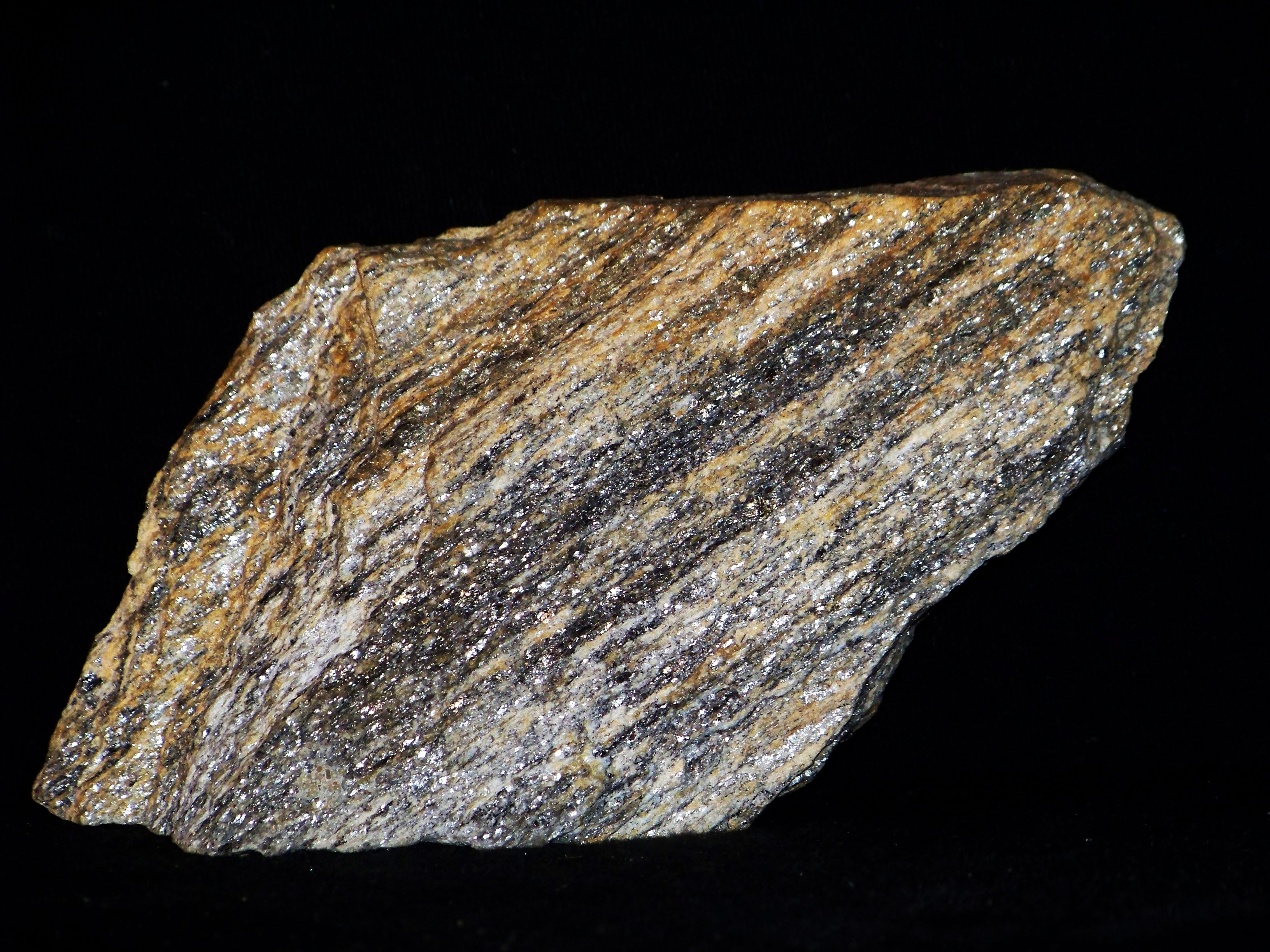
Mylonit, Núi Owl, Ba Lan

Mylonit là một loại đá biến chất động lực hạt mịn, với thành phần chủ yếu là các khoáng vật của đá có trước bị vỡ vụn ra và được nén chặt lại. Mylonit có thể có nhiều hợp phần khoáng vật học khác nhau; việc phân loại nó được dựa vào kiến trúc của đá.

## Thành tạo
Mylonit là các đá bị biến dạng dẻo chịu tác dụng của ứng suất cắt lớn, trong các đới đứt gãy. Có nhiều quan điểm khác nhau về sự thành tạo của mylonit, nhưng quan điểm được chấp nhận phổ biến nhất là phải có sự biến dạng dẻo của tinh thể, và sau đó là sự nứt nẻ và tạo một dải mảnh vụn là các quá trình thứ cấp. Sự mài mòn cơ học của các hạt không diễn ra, mặc dù người ta cho rằng ban đầu là quá trình tạo thành mylonit, cho nên nó có tên gọi trong tiếng Hy Lạp là μύλος mylos, nghiền.
Mylonit phát triển chủ yếu trong các đới cắt dẻo nơi tập trung ứng suất căng. Chúng là những hợp phần của các đứt gãy cà nát tạo ra các dăm kết kiến tạo.